# Kid (Templating Language)
Kid — простой механизм шаблонов, базирующийся на XML-словарях и написанный на Python. Kid претендует на многие положительные черты XSLT, TAL и PHP, при этом не перенимая их отрицательные стороны.
Хотя kid широко использовался в TurboGears, он все больше заменяется на Genshi за счет лучшей отладки, поддержки XPath и более высокой производительности.

## Пример
Python part:
```
from
 
kid
 
import
 
Template

template
 
=
 
Template
(
file
=
'mytemplate.kid'
,

    
title
=
'bar'
,

    
mylist
=
[
'1'
,
 
'2'
,
 
'3'
,
 
'4'
,
 
'5'
,
 
'6'
]

)

print
 
template
.
serialize
()

```

Template part:
```
<html
 
xmlns=
"http://www.w3.org/1999/xhtml"

      
xmlns:py=
"http://purl.org/kid/ns#"
>

  
<head>

    
<title
 
py:content=
"title"
>
title
 
goes
 
here
</title>

  
</head>

  
<body>

    
<ul>

      
<li
 
py:for=
"item in mylist"
 
py:content=
"item"
>
item
 
goes
 
here
</li>

    
</ul>

  
</body>

</html>

```